# Tiro con arco en los Juegos Panamericanos

Tiro con arco

La prueba de Tiro con arco fue admitida en los Juegos Panamericanos desde la octava edición que se celebró en San Juan (Puerto Rico) en 1979.

## Medallero Histórico
Actualizado Santiago 2023
| Núm. | País                 | Oro | Plata | Bronce | Total |
| ---- | -------------------- | --- | ----- | ------ | ----- |
| 1    | Estados Unidos (USA) | 60  | 42    | 12     | 115   |
| 2    | México (MEX)         | 7   | 14    | 27     | 48    |
| 3    | Canadá (CAN)         | 4   | 10    | 14     | 28    |
| 4    | Colombia (COL)       | 4   | 3     | 9      | 16    |
| 5    | Cuba (CUB)           | 3   | 4     | 8      | 15    |
| 6    | El Salvador (ESA)    | 2   | 1     | 2      | 5     |
| 7    | Argentina (ARG)      | 1   | 1     | 1      | 3     |
| 8    | Puerto Rico (PUR)    | 1   | 0     | 2      | 2     |
| 9    | Brasil (BRA)         | 0   | 3     | 6      | 9     |
| 10   | Chile (CHI)          | 0   | 2     | 1      | 3     |
| 11   | Guatemala (GUA)      | 0   | 1     | 0      | 1     |
| 12   | Venezuela (VEN)      | 0   | 0     | 1      | 1     |
|      | Total                | 82  | 82    | 82     | 246   |